# Helsingør Håndbold Forening
L'Helsingør Håndbold Forening è una squadra di pallamano danese avente sede a Helsingør.

È stata fondata nel 1899.

Nella sua storia ha vinto 5 Titoli di Danimarca e 4 Coppe di Danimarca.

## Palmarès

### Titoli nazionali
- Campionati danesi: 5
  - 1950-51, 1957-58, 1980-81, 1984-85, 1988-89.
- Coppe di Danimarca: 4
  - 1979-80, 1982-83, 1985-86, 1987-88.

## Fonti e bibliografia
- Pagina informativa del club sul sito www.les-sports.info, su les-sports.info.